# پل سلان
پل سلان (به آلمانی: Paul Celan) (زاده ۲۳ نوامبر ۱۹۲۰ – درگذشته ۲۰ مه ۱۹۷۰) شاعری اهل رومانی و از بزرگ‌ترین شاعران آلمانی‌زبان سدهٔ بیستم بود.

## زندگی
سلان در ۲۳ نوامبر ۱۹۲۰ در چرنوویتس در پادشاهی رومانی در یک خانواده یهودی متولد گردید. زادگاه او، که در زمان تولدش در رومانی واقع بود اکنون در محدوده جغرافیایی کشور اوکراین قرار دارد. شمال رومانی و زادگاه سلان ۱۹۴۰ به اشغال سربازان ارتش سرخ شوروی درآمد و یک سال بعد شاهد یورش نیروهای آلمان و ارتش رومانی بود. یهودیان پس از تسخیر این منطقه مجبور به زندگی در «گتو» شدند. پدر سلان ۱۹۴۲ بر اثر بیماری در اردوگاه از دنیا رفت و مادرش تیرباران شد. پاول سلان نیز مدتی در اردوگاه‌های کار اجباری رومانی به کار گماشته شد. تابستان سال ۱۹۴۴ نیروهای شوروی دوباره این منطقه را اشغال کردند و پاول سلان پس از خاتمهٔ جنگ تا سال ۱۹۴۷ در این شهر به تحصیل ادامه داد.

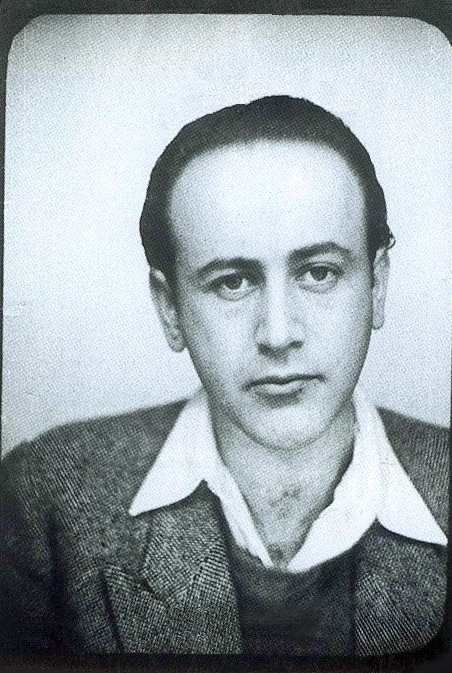
عکس روی گذرنامهٔ سلان در سال ۱۹۳۸.

سلان یک سال پس از پایان تحصیلاتش در رشتهٔ زبان و ادبیات رومانیایی، راهی پایتخت اتریش، وین، شد و بعد به پاریس رفت. نخستین مجموعه شعر او نیز در همین سفر در وین منتشر شد، اما غلط‌های چاپی فراوان و صفحه‌بندی نامناسب آن شاعر مهاجر را برآن داشت تا اندکی بعد خواهان جمع‌آوری تمام نسخه‌های کتاب شود.
کتابی که سلان آن را به عنوان اولین مجموعه از شعرهایش قبول داشت، «خشخاش و حافظه»، سه سال بعد در اشتوتگارت آلمان انتشار یافت. چاپ این مجموعه و تعدادی شهر در نشریه‌ها شهرت زیادی برای سلان به همراه داشت و راه او را برای تثبیت شدن در میان مهمترین شاعران آلمانی‌زبان پس از جنگ هموار کرد.

### روابط عاشقانه
روابط او با دو زن شاعر از این میان، نلی زاکس و اینگه‌بورگ باخمن، ویژگی خاصی دارد. سلان و نلی زاکس دوستی عمیقی داشتند که در مورد آن مطالب زیادی منتشر شده. نامه‌نگاری‌های این دو نیز در سال ۱۹۹۳ انتشار یافت. اما روابط عاشقانه سلان و باخمن موضوعی است که جزئیات آن تازه یک سال پیش آشکار شد.
پاول سلان در سال ۱۹۵۱ در پاریس با زن هنرمندی به نام ژیزل لوسترانج آشنا می‌شود و یک سال بعد با او ازدواج می‌کند. آنگونه که از دفتر یادداشت‌های روزانهٔ سلان و نامه‌نگاری‌های او با باخمن، که سال ۲۰۰۹ منتشر شد برمی‌آید، این دو شاعر اواخر دههٔ چهل و اوایل دههٔ پنجاه میلادی رابطه‌ای عاشقانه با یکدیگر داشته‌اند که پس از مدتی وقفه در سال‌های ۱۹۵۷ و ۱۹۵۸ نیز از سر گرفته شده‌است.
سلان که تا سه سال قبل از مرگش با همسر و تنها پسرش با هم زندگی می‌کردند، از سال ۱۹۶۷ جدا شدند اما روابط دوستانهٔ خود را حفظ کردند. ظاهراً مجموعه شعر «خشخاش و حافظه» در اصل به باخمن هدیه شده‌است. دل‌مشغولی‌های ادبی این دو شاعر موضوع برخی از نامه‌های آنهاست. اما سلان چه در این نامه‌ها و چه در نامه‌ها و یادداشت‌های دیگر نشان می‌دهد که جان بیقرار شاعر هرگز از فجایع جنگ دوم جهانی رها نشد. سلان گرچه اعتقادات مذهبی نداشت، تمام عمر با تبار یهودی خود و سرنوشت هولناک این قوم به نوعی درگیر بوده‌است.

### سال‌های پایانی و مرگ

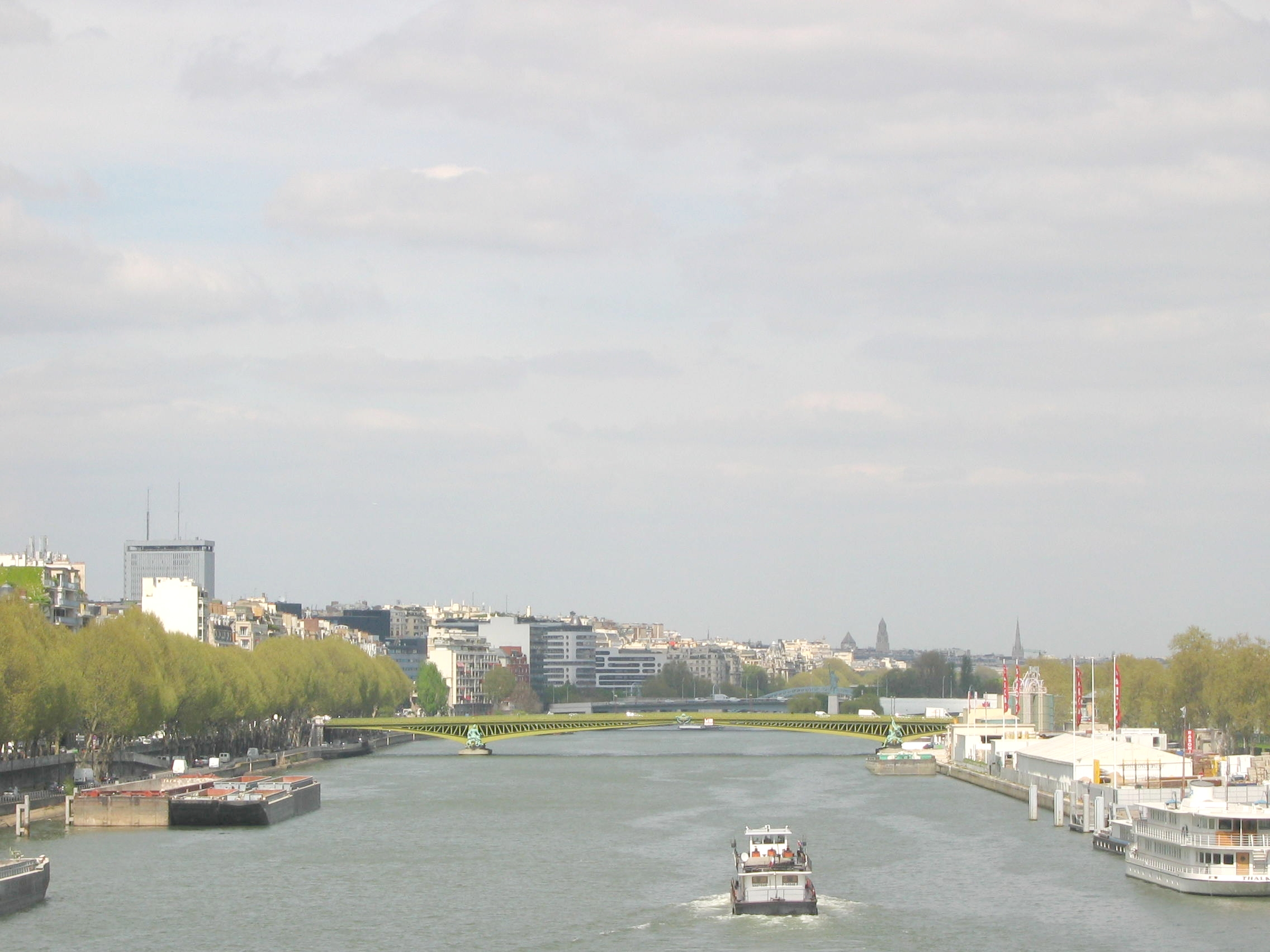
پل میرابو در پاریس که سلان با پرتاب خود از آن به رودخانه خودکشی کرد

پاول سلان در سال‌های آخر عمرش چندبار در آسایشگاه روانی بستری شد. ظاهراً یکبار نیز، ۱۹۶۶، در حالتی که احساس تعقیب شدن او را دچار جنون آنی کرده بود با چاقو به همسرش حمله می‌کند. تصمیم به جدایی این دو، پس از این حادثه اتفاق افتاد.
از شواهد چنین برمی‌آید که او بیستم آوریل ۱۹۷۰ خود را در رودخانه‌ای در پاریس غرق کرده باشد. پیکر بی‌جان پاول سلان ده روز بعد (اول ماه مه) ده کیلومتر دورتر از محلی پیدا شده که او ظاهراً خود را به آب سپرده بود. تاریخ دقیق مرگ سلان با قطعیت مشخص نیست.

## سبک شعر
شعر پاول سلان از شعرهای ساده‌فهم زبان آلمانی محسوب نمی‌شود. اشاره‌های فراوان او به متون دیگر، به ویژه متون مذهبی و عرفانی یهودیان از سویی، و شیوهٔ او در به‌کارگیری زبان از سوی دیگر، فهم شعرهای پاول سلان را حتا برای بسیاری از آلمانی‌زبانان دشوار می‌کند. سلان هر جا لازم دید در ساختار و نحو زبان دستکاری کرد تا آن را قادر به بیان مضمون‌هایی کند که به اعتقاد بسیاری بیان‌ناپذیر می‌رسند.

### اثرات هولوکاست
یکی دیگر از مسائلی که سلان را چون بسیاری دیگر از بازماندگان یهودی‌تبار جنگ جهانی دوم و هولوکاست رنج می‌داد، احساس گناهی است که در مواجهه با بی‌گناهی میلیون‌ها انسان که در کوره‌های آدم‌سوزی، و اردوگاه‌های کار اجباری جان باختند به وجود می‌آید.
زندگی و شعر پاول سلان سراسر با جنگ دوم جهانی آمیخته، یا به تعبیر درست‌تر آغشته و تحت تاثیر آن است.
بسیاری از اعضای اقلیت یهودی‌تبار آلمانی‌زبانی که خانواده سلان به آن تعلق داشت، در دوران جنگ، یا مجبور به فرار از سرزمین‌شان شدند یا در اردوگاه‌های نازی‌ها پس از تحمل فشار فراوان جان باختند. پاول سلان از قربانیان جان به‌دربردهٔ گروه اول بود، و پدر و مادرش در گروه دوم جا داشتند. کابوس این دوران تلخ هرگز شاعر را رها نکرد و عاقبت، چهل سال پیش، او را به کام مرگی خودخواسته فرستاد. پاول سلان در بسیاری از شعرهایش رنج یهودیان در اردوگاه‌های مرگ را دست‌مایهٔ کار خود کرده‌است. مشهورترین نمونه از این شعرها «فوگ مرگ» اوست که به گونه‌ای دریچهٔ آشنایی جهانیان با او شده. تقریباً در هیچ کشوری گزیدهٔ شعرهای سلان بدون «فوگ مرگ» منتشر نشده‌است. زبان فارسی نیز از این قاعده مستثنا نبوده. از این شعر نزدیک به ده ترجمهٔ منتشر شده به فارسی وجود دارد.

### ترجمه

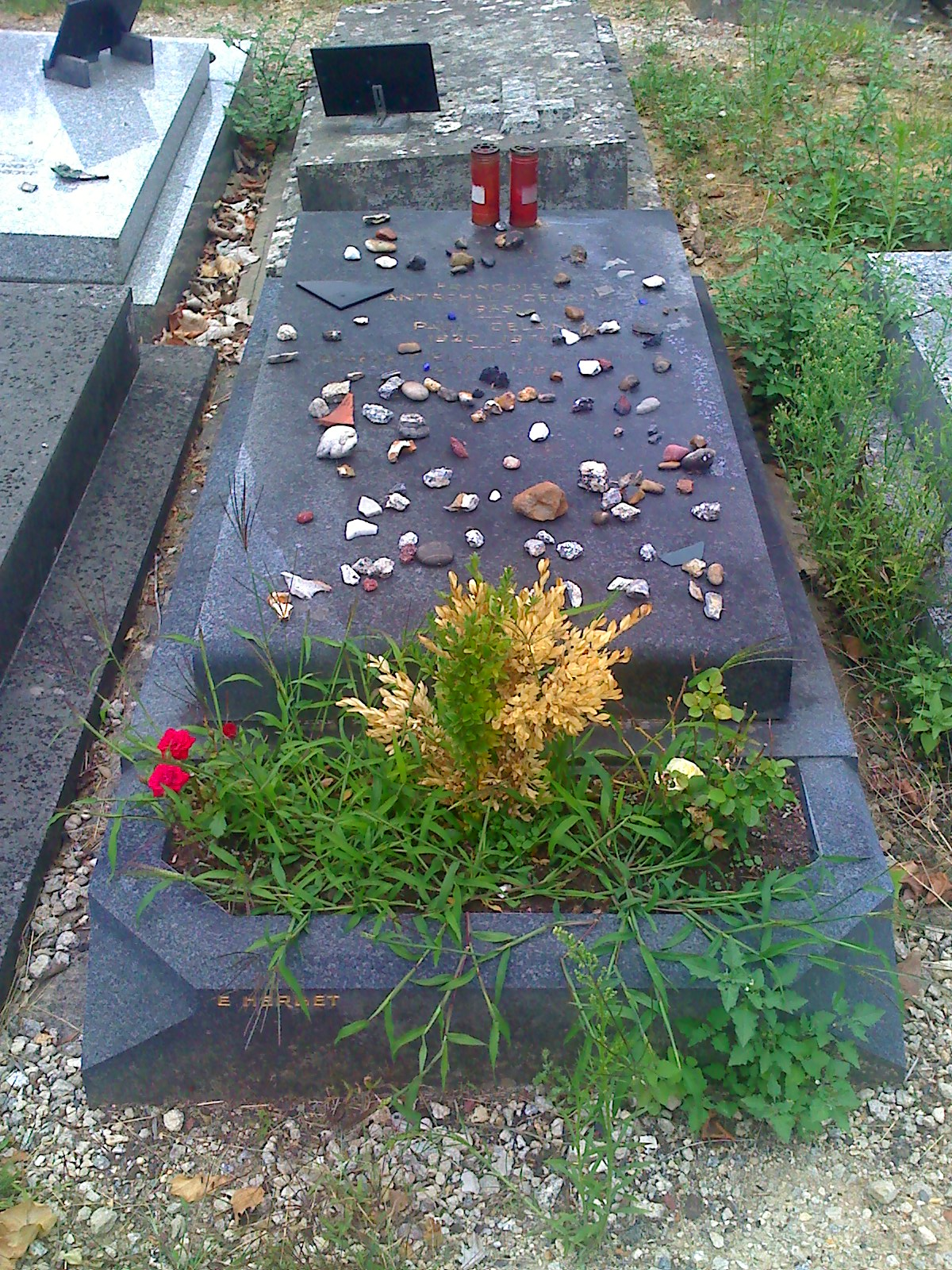
آرامگاه سلان در گورستان تیائیس در نزدیکی پاریس

منتقدان در مورد میزان توفیق این ترجمه‌ها و اصولاً ترجمه‌پذیری شعرهای سلان بحث‌های فراوانی کرده‌اند. برخی معتقدند برگردان همهٔ شعرهای سلان به خیلی از زبان‌ها بسیار دشوار و تقریباً ناممکن است. ویژگی‌های کلامی و اشاره‌های او به فرهنگ مسیحی – یهودی، به ویژه در زبان کشورهایی که با این سنت‌ها کمتر آشنا هستند، به از دست رفتن برخی از جنبه‌های خلاقانه شعر سلان منجر می‌شود. از سوی دیگر برای معرفی کسی که یکی از بزرگترین شاعران قرن بیستم خوانده می‌شود، چارهٔ دیگری نیز جز ترجمهٔ شعرهایش نیست.

### شهروند جهان‌زبان
پاول سلان نه تنها با فرهنگ و ادبیات چند کشور آشنا بود، که به چند زبان نیز تسلط داشت. شاعر رومانیایی‌الاصل خیلی پیش از آنکه در سال ۱۹۵۵ به تابعیت فرانسه درآید زبان این کشور را فرا گرفته بود. انگلیسی، روسی و ایتالیایی نیز از زبان‌های دیگری بودند که سلان از آنها به عنوان زبان مبدا و بعضاً مقصد در ترجمه‌هایش استفاده کرده‌است.
فهرست شاعرانی که سلان آثارشان را به زبان‌های مختلف ترجمه کرده بسیار طولانی است. در این فهرست سهم روس‌ها، از جمله ماندلشتام و سرگئی یسنین، و فرانسوی‌ها، از شارل بودلر و آرتور رمبو تا فرانسوا مالارمه و پل والری، قابل توجه‌تر است. در میان بیش از چهل شاعر و نویسنده‌ای که سلان به ترجمهٔ آثارشان پرداخته به نام‌هایی چون جوزپه اونگارتی، فرناندو پسوآ، و امیلی دیکنسون نیز برمی‌خوریم.
اگر انبوه شعرهای ترجمه شده سلان از زبان‌های مختلف را در نظر بگیریم، ساکن و شهروند زبان خواندن او اغراق‌آمیز نیست؛ ساکن ناآرام جهانی که جنازهٔ شاعر را نیز با آرامش نپذیرفت.

## نمونه از آثار
- به آلمانی:

- Ich höre, die Axt hat geblüht schreibt

Ich höre, die Axt hat geblüht
ich höre, der Ort ist nicht nennbar
ich höre, das Brot, das ihn ansieht
heilt den Erhängten
das Brot, das ihm die Frau buk
ich höre, sie nennen das Leben
die einzige Zuflucht
- ترجمه به فارسی: محمد مختاری
- می‌شنوم که تبر شکوفه کرده‌است

می‌شنوم که تبر شکوفه کرده‌است
می‌شنوم که مکانش را نمی‌توان نام برد
می‌شنوم که مردِ به دار آویخته را شفا می‌بخشد
نانی که به او می‌نگرد
و همسرش پخته‌است
می‌شنوم که زندگی می‌خوانند
تنها جان پناه ما را.